# Liberální demokraté
Liberální demokraté jsou centristická politická strana ve Velké Británii založená roku 1988 spojením Liberální strany a Sociálně demokratické strany. Obě strany již dříve sedm let úzce spolupracovaly. V srpnu 2020 byl vůdcem strany zvolen Ed Davey, který úřad jako zastupující lídr zastával od ledna téhož roku.

## Historie
Strana byla založena 2. března 1988 sloučením Liberální strany a Sociálně demokratické strany. Liberálové odvozovali svůj původ od strany whigů, zatímco sociální demokraté vznikli odštěpením od strany labouristů.
Poté, co narostl vliv Labouristické strany ve 20. letech 20. století, pozice liberálů se zhoršila a v 80. letech posunuli své směřování na centristickou politiku. Když u labouristů převládla levicová socialistická politika, vystoupila z ní skupina umírněných poslanců a založila stranu sociálně demokratickou. Obě strany zjistily, že na politické scéně není dostatek místa pro dvě centristické strany, a tak se dohodly na tom, že nebudou ve volbách stavět protikandidáty. Obě strany měly vlastní politiku, ale pro volby roku 1983 a 1987 vydaly společný volební program. Po neúspěchu ve volbách roku 1987 se obě strany rozhodly sloučit.
V červenci 1988 byl vůdcem strany zvolen Paddy Ashdown. Strana měla těžkou startovací pozici především s ohledem na nalezení identity na politickém spektru a v počátečním období ve volbách získávala malý počet hlasů. Nicméně ve volbách roku 1997 již získala 46 křesel v Dolní sněmovně. Po zvolení Tonyho Blaira vůdcem labouristů Ashdown překvapivě navrhl vytvoření koaliční vlády, ale tento návrh nebyl z důvodu získání labouristické většiny realizován.
Roku 1999 byl vůdcem strany zvolen Charles Kennedy. Ve volbách roku 2001 získala strana část hlasů labouristických a konzervativních voličů, kteří nesouhlasili s válkou v Iráku, požadovali zvýšení občanských práv a volební reformu. Jedním z trendů, který se objevil ve volbách roku 2005, bylo prosazení liberálů jako druhé nejvýznamnější strany ve velkých městech (například Manchester, Cardiff a Birmingham), když získala více než 100 volebních obvodů, ve kterých byl jejich kandidát na druhém místě.
Po odstoupení Menziese Campbella na konci roku 2007 byl v prosinci téhož roku vůdcem strany zvolen Nick Clegg. V nástupní řeči se označil za liberála a vyslovil naději, že Británie je země tolerance a pluralismu. Za své priority označil ochranu občanských svobod, rozvoj veřejných služeb, ochranu životního prostředí a snahu prosadit liberalismus jako alternativu zkorumpovaných politiků.

## Politika strany
Strana popisuje svou ideologii jako předání moci obyvatelům, jsou odpůrci koncentrace moci v neodpovědných organizacích. Usilují o decentralizaci moci z parlamentu a provedení volebních a parlamentních reforem pro vytvoření několikavrstvého systému moci. Podle nich by konkrétní rozhodnutí měla být přijímána na správné úrovni, do níž zahrnují regionální shromáždění (rady), Evropskou unii a mezinárodní organizace.
Jako zastánci sociálního liberalismu chtějí minimalizovat zásahy státu do soukromí občana.[zdroj?] Na rozdíl od zásahu státu do soukromí preferují sociální stát, který by zajišťoval základní potřeby společnosti.
Podporují multilaterální zahraniční politiku, nesouhlasí s britskou účastí ve válce v Iráku a ze tří hlavních politických stran zastávají nejvíce prounijní pozici. Navrhují také širší využití obnovitelných zdrojů energie a snížení emise skleníkových plynů.

## Vůdci strany
|                      | Do úřadu          | Odešel z funkce   | Datum narození    |
| -------------------- | ----------------- | ----------------- | ----------------- |
| David Steel          | 7. července 1987  | 16. července 1988 | 31. březen 1938   |
| Robert Maclennan     | 6. srpen 1987     | 16. července 1988 | 26. červen 1936   |
| Paddy Ashdown        | 16. července      | 9. srpen 1999     | 27. únor 1941     |
| Charles Kennedy      | 9. srpen 1999     | 7. leden 2006     | 25. listopad 1959 |
| Sir Menzies Campbell | 2. březen 2006    | 15. říjen 2007    | 22. květen 1941   |
| Vince Cable          | 15. říjen 2007    | 18. prosinec 2007 | 9. květen 1943    |
| Nick Clegg           | 18. prosinec 2007 | 8. květen 2015    | 7. leden 1967     |
| Tim Farron           | 16. června 2015   | 20. července 2017 | 27. května 1970   |
| Sir Vince Cable      | 20. července 2017 | 22. července 2019 | 9. květen 1943    |
| Jo Swinsonová        | 22. července 2019 | 13. prosince 2019 | 5. února 1980     |
| Ed Davey             | 27. srpen 2020    | úřadující         | 25. prosinec 1965 |

## Volební výsledky

### Všeobecné volby
| Volby | Lídr            | Hlasy     | Hlasy | Hlasy | Mandáty | Mandáty | Pozice | Vláda   |
| Volby | Lídr            | Abs.      | %     | ±     | Abs.    | ±       | Pozice | Vláda   |
| ----- | --------------- | --------- | ----- | ----- | ------- | ------- | ------ | ------- |
| 1992  | Paddy Ashdown   | 5 999 606 | 17,8  | ▼4,8  | 20/650  | ▼2      | ▬ 3.   | Opozice |
| 1997  | Paddy Ashdown   | 5 242 947 | 16,8  | ▼1,0  | 46/659  | ▲26     | ▬ 3.   | Opozice |
| 2001  | Charles Kennedy | 4 814 321 | 18,3  | ▲1,5  | 52/659  | ▲6      | ▬ 3.   | Opozice |
| 2005  | Charles Kennedy | 5 985 454 | 22,0  | ▲3,7  | 62/646  | ▲10     | ▬ 3.   | Opozice |
| 2010  | Nick Clegg      | 6 836 248 | 23,0  | ▲1,0  | 57/650  | ▼5      | ▬ 3.   | Vláda   |
| 2015  | Nick Clegg      | 2 415 862 | 7,9   | ▼15.1 | 8/650   | ▼49     | ▼ 4.   | Opozice |
| 2017  | Tim Farron      | 2 371 772 | 7,4   | ▼0,5  | 12/650  | ▲4      | ▬ 4.   | Opozice |
| 2019  | Jo Swinsonová   | 3 696 423 | 11,6  | ▲4,2  | 11/650  | ▼1      | ▬ 4.   | Opozice |
| 2024  | Ed Davey        | 3 499 969 | 12,2  | ▲0,6  | 72/650  | ▲61     | ▲ 3.   | Opozice |

### Evropské volby
| Volby | Lídr            | Hlasy     | Hlasy | Mandáty | Mandáty | Pozice |
| Volby | Lídr            | Abs.      | %     | Abs.    | ±       | Pozice |
| ----- | --------------- | --------- | ----- | ------- | ------- | ------ |
| 1989  | Paddy Ashdown   | 944 861   | 5,9   | 0/81    | ▬0      | ▼ 4.   |
| 1994  | Paddy Ashdown   | 2 591 659 | 16,1  | 2/81    | ▲2      | ▲ 3.   |
| 1999  | Paddy Ashdown   | 1 266 549 | 11,9  | 10/81   | ▲8      | ▬ 3.   |
| 2004  | Charles Kennedy | 2 452 327 | 14,4  | 12/78   | ▲2      | ▼ 4.   |
| 2009  | Nick Clegg      | 2 080 613 | 13,3  | 11/72   | ▼1      | ▬ 4.   |
| 2014  | Nick Clegg      | 1 087 633 | 6,6   | 1/73    | ▼10     | ▼ 6.   |
| 2019  | Vince Cable     | 3 367 284 | 19,6  | 16/73   | ▲15     | ▲ 2.   |

### Skotské parlamentní volby
| Volby | Volební obvody | Volební obvody | Volební regiony | Volební regiony | Celkem | ±   | Pozice | Postavení |
| Volby | %              | Mandáty        | %               | Mandáty         | Celkem | ±   | Pozice | Postavení |
| ----- | -------------- | -------------- | --------------- | --------------- | ------ | --- | ------ | --------- |
| 1999  | 14,2%          | 12/73          | 12,4%           | 5/56            | 17/129 | ▬0  | ▬4.    | Vláda     |
| 2003  | 15,4%          | 13/73          | 11,8%           | 4/56            | 17/129 | ▬0  | ▬4.    | Vláda     |
| 2007  | 16,2%          | 11/73          | 11,3%           | 5/56            | 16/129 | ▼1  | ▬4.    | Opozice   |
| 2011  | 7,9%           | 2/73           | 5,2%            | 3/56            | 5/129  | ▼11 | ▬4.    | Opozice   |
| 2016  | 7,8%           | 4/73           | 5,2%            | 1/56            | 5/129  | ▬0  | ▼5.    | Opozice   |
| 2021  | 6,9%           | 4/73           | 5,1%            | 0/56            | 4/129  | ▼1  | ▬5.    | Opozice   |

### Volby do Velšského shromáždění
| Volby | Volební obvody | Volební obvody | Volební regiony | Volební regiony | Celkem | ±  | Pozice | Postavení |
| Volby | %              | Mandáty        | %               | Mandáty         | Celkem | ±  | Pozice | Postavení |
| ----- | -------------- | -------------- | --------------- | --------------- | ------ | -- | ------ | --------- |
| 1999  | 13.5%          | 3/40           | 12.5%           | 3/20            | 6/60   | ▬0 | ▬4.    | Vláda     |
| 2003  | 14.1%          | 3/40           | 12.7%           | 3/20            | 6/60   | ▬0 | ▬4.    | Opozice   |
| 2007  | 14.8%          | 3/40           | 11.7%           | 3/20            | 6/60   | ▬0 | ▬4.    | Opozice   |
| 2011  | 10.6%          | 1/40           | 8.0%            | 4/20            | 5/60   | ▼1 | ▬4.    | Opozice   |
| 2016  | 7.7%           | 1/40           | 6.5%            | 0/20            | 1/60   | ▼4 | ▼5.    | Vláda     |
| 2021  | 4.9%           | 0/40           | 4.3%            | 1/20            | 1/60   | ▬0 | ▲4.    | Opozice   |